# Sapromyza undulata
Sapromyza undulata är en tvåvingeart som beskrevs av Merz 2007. Sapromyza undulata ingår i släktet Sapromyza och familjen lövflugor.
Artens utbredningsområde är Italien. Inga underarter finns listade i Catalogue of Life.